# Ferrari 599
La Ferrari 599 è un'autovettura coupé presentata nel 2006 al Salone dell'automobile di Ginevra e che è stata prodotta dalla casa automobilistica italiana Ferrari dal 2007 fino al 2012.
Della Ferrari 599 sono state commercializzate quattro versioni stradali: GTB Fiorano, GTB Fiorano HGTE, 599 GTO e SA Aperta.

## Versioni stradali

### 599 GTB Fiorano

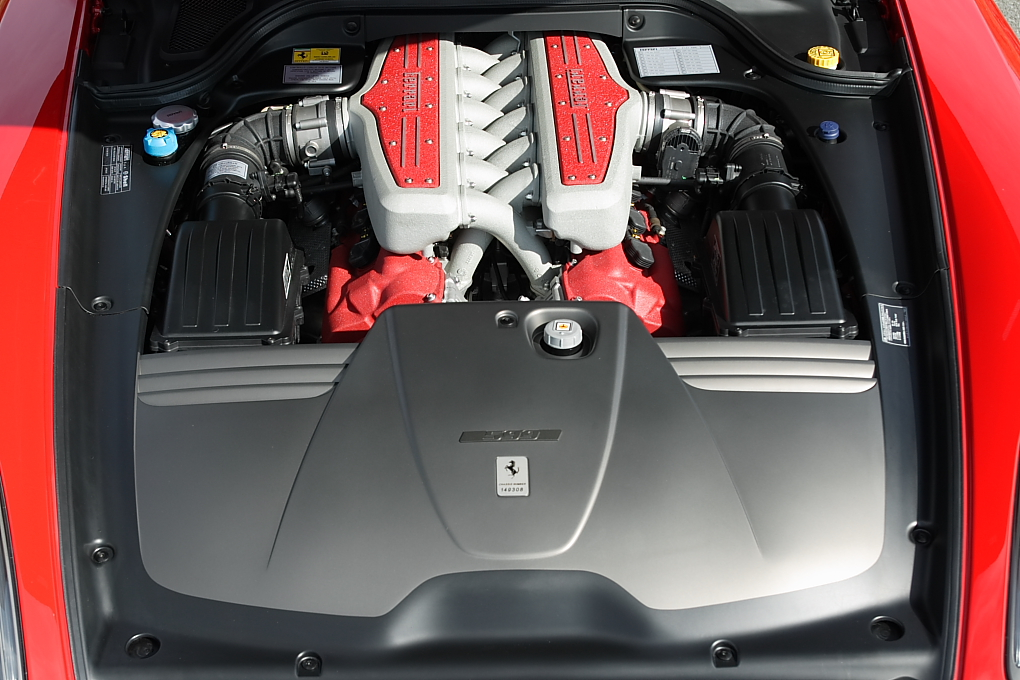
Il motore V12 della 599 GTB

Nel nome, 599 rappresenta la cilindrata, GTB è la sigla di Gran Turismo Berlinetta e Fiorano indica un omaggio al paese in cui si trova il Circuito di Fiorano, sul quale vengono sviluppate le vetture della Ferrari comprese le Formula 1. Si tratta di una gran turismo del "Cavallino", disegnata con la collaborazione di Pininfarina e considerata l'erede della 575M Maranello. Al momento dell'uscita era anche la V12 stradale più potente mai costruita a Maranello dopo la Ferrari Enzo. Questa vettura monta un motore a combustione interna a ciclo Otto da 5999 cm³ di cilindrata (F140 C), derivato da quello della Enzo, con 12 cilindri a V di 65 gradi, montato in posizione anteriore centrale, che sviluppa una potenza massima di 620 CV a 7 600 giri al minuto e può raggiungere un regime massimo di rotazione di 8400 giri/min, mentre la coppia motrice massima tocca i 608 N m a 5 600 giri/min. Supera i 330 km/h di velocità massima e raggiunge i 100 km/h in 3,7 s. Sul mercato si trova a confrontarsi con i modelli più prestazionali di altre case automobilistiche famose come ad esempio la Lamborghini Murciélago o la Aston Martin DBS V12. È stata la prima Ferrari con sospensioni a controllo magnetoreologico.

### 599 HGTE

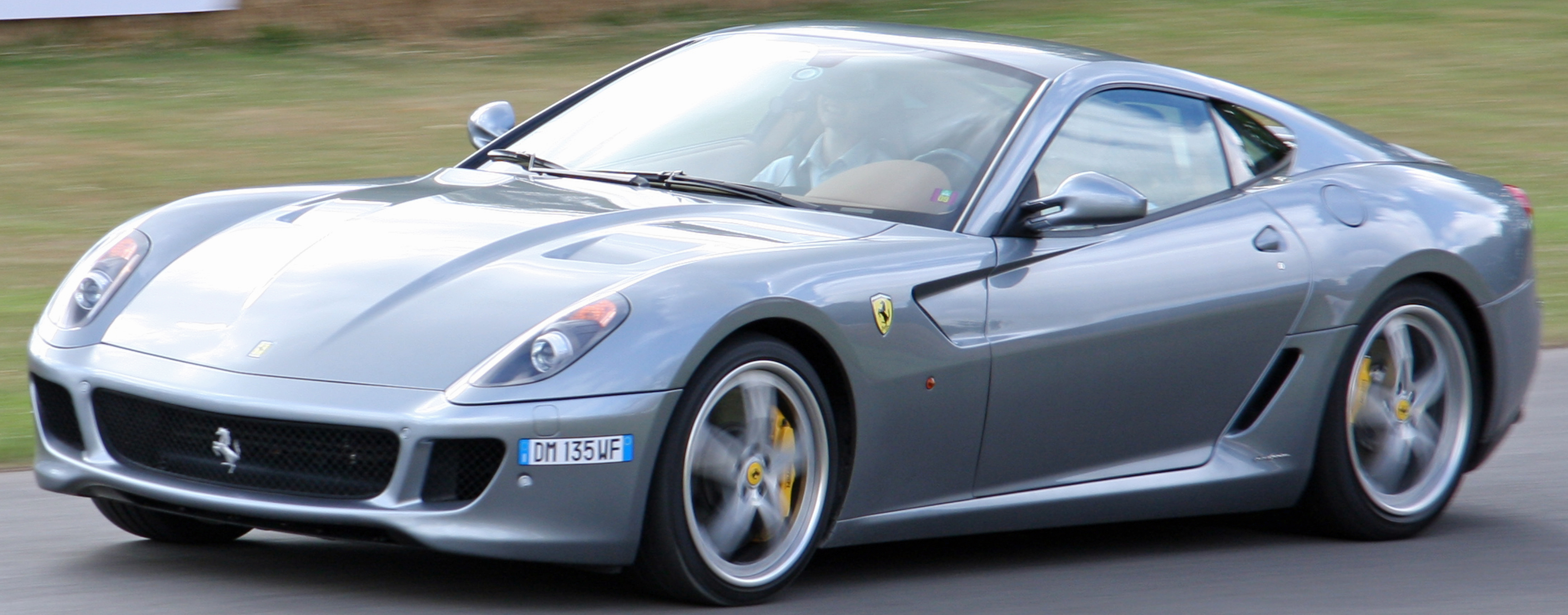
La Ferrari 599 HGTE

La 599 GTB Fiorano HGTE (che sta per Handling Gran Turismo Evoluzione) è una versione che ha modifiche tecniche sulla meccanica, sull'assetto e sugli pneumatici per conferire un handling ancora più sportivo e compatto, con inserimenti più repentini in curva e maggiore prontezza di risposta ai comandi. Velocizzato anche il cambio F1 rispetto alla versione standard con tempo di risposta sceso da 100 a 80 millisecondi.
Di questa versione è stato presentato un aggiornamento nel 2011 denominato 599 GTB Fiorano HGTE 60F1. Tale aggiornamento è stato voluto per commemorare il sessantesimo anniversario della prima vittoria del campionato di Formula 1 della Ferrari ottenuta da José Froilán González. Rispetto alla HGTE standard, la 60F1 offre dei miglioramenti tecnologici che hanno ridotto il rollio e il sottosterzo in curva. Inoltre, presenta tre diverse livree ispirate alle Ferrari 375 F1 e 150° Italia abbinate a cerchi in lega da 20'. Gli interni propongono sedili sportivi con cinture a quattro punti e l'impiego di vari materiali come la fibra di carbonio, l'alcantara e tessuti tecnici.

### 599 GTO

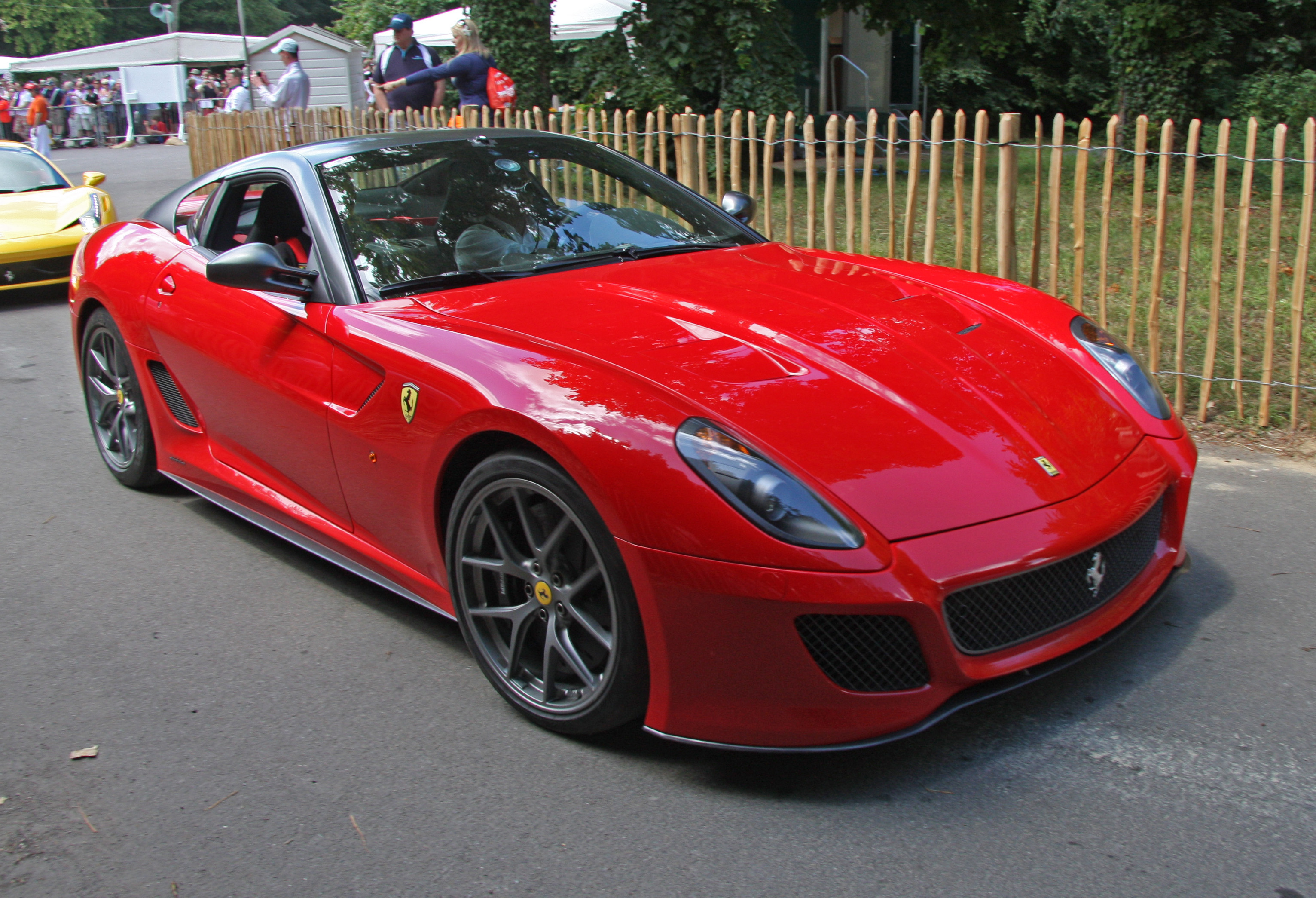
Una Ferrari 599 GTO

Il giorno 8 aprile 2010 è stata presentata in anteprima mondiale sul sito della casa la 599 GTO (Gran Turismo Omologata); si tratta di una serie speciale in tiratura limitata a 599 esemplari.
Questa versione è caratterizzata da prestazioni ulteriormente migliorate rispetto a quelle della HGTE, grazie a una potenza massima portata a 670 CV a 8250 giri/min, una coppia massima di 620 N m erogata a 6500 giri/min e un'ulteriore riduzione di peso che ha portato a contenere la massa in 1495 kg. Il rapporto peso/potenza è stato portato a 2,22 kg/CV e il cambio è stato modificato per gestire la scalata multipla.
Con una velocità massima dichiarata di oltre 335 km/h, e un'accelerazione da 0 a 100 e da 0 a 200 km/h rispettivamente in 3,3 e in 9,8 s, si tratta di una delle Ferrari più veloci di sempre.

### 599 SA Aperta

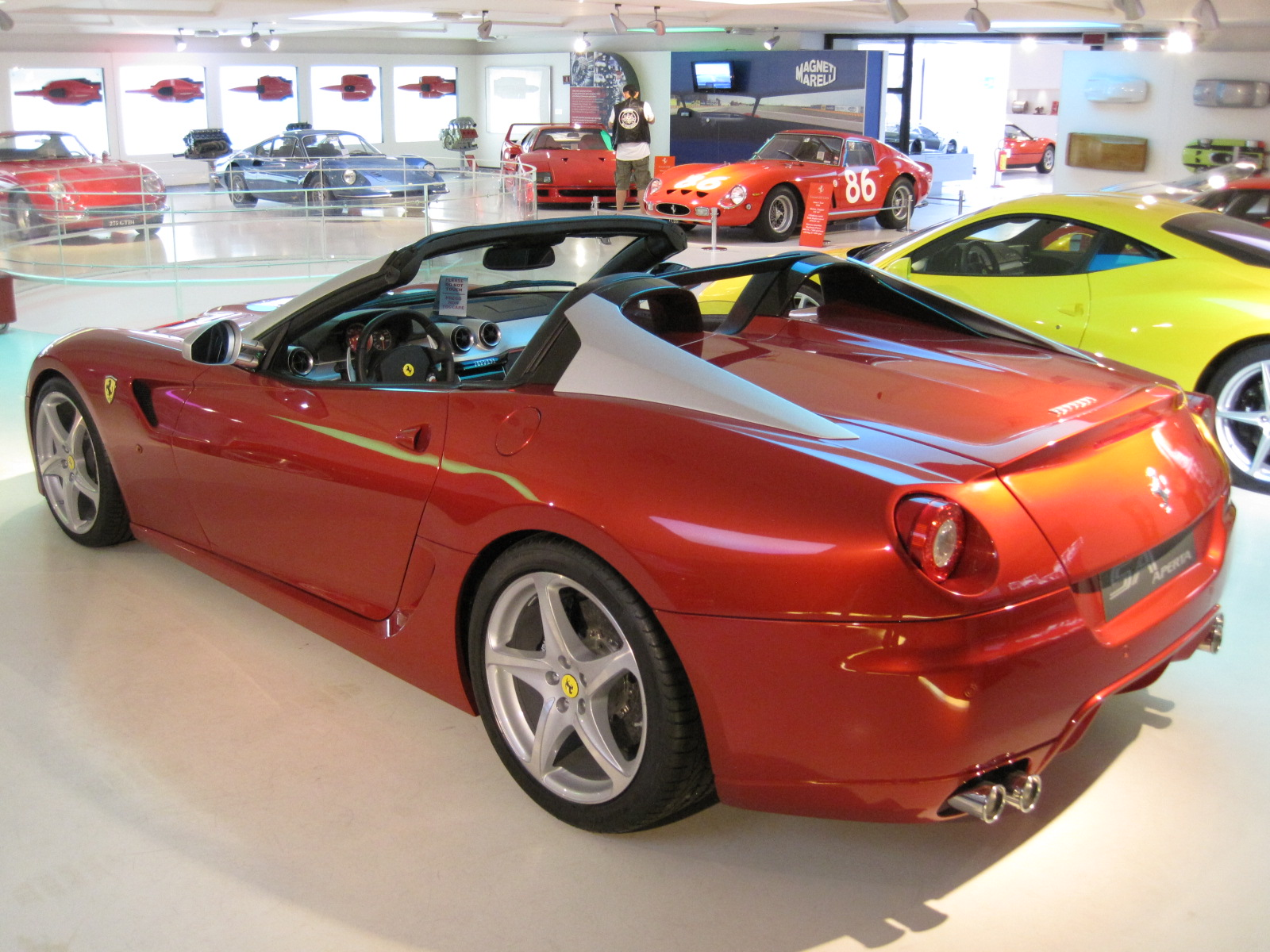
Una Ferrari 599 SA Aperta

La 599 SA Aperta, presentata al Salone dell'automobile di Parigi del 2010, è la versione scoperta della 599 prodotta in tiratura limitata di 80 esemplari, per celebrare 80 anni di Pininfarina, il nome SA è un omaggio ai designer Sergio e Andrea.
La SA Aperta è equipaggiata con lo stesso motore della 599 GTO, esteriormente si distingue per i montanti del parabrezza, gli specchietti retrovisori e i deflettori dietro i sedili realizzati in alluminio satinato, dispone di una capotta in tela per chiudere l'abitacolo.

## Motorizzazioni
| Modello     | Disponibilità | Motore  | Cilindrata | Potenza         | Coppia Massima | Emissioni CO2 (g/Km) | 0–100 km/h (secondi) | Velocità max (Km/h) | Consumo medio (Km/l) |
| ----------- | ------------- | ------- | ---------- | --------------- | -------------- | -------------------- | -------------------- | ------------------- | -------------------- |
| GTB Fiorano | dal debutto   | Benzina | 5 999      | 456 kW (620 CV) | 608 (Nm)       | 420                  | 3,7                  | 330                 | 5,6                  |
| GTO         | dal 2010      | Benzina | 5 999      | 493 kW (670 CV) | 620 (Nm)       | 411                  | 3,35                 | 335                 | 5,7                  |
| SA Aperta   | dal 2010      | Benzina | 5 999      | 493 kW (670 CV) | 620 (Nm)       | 411                  | 3,6                  | 325                 | 5,6                  |

## Versioni speciali

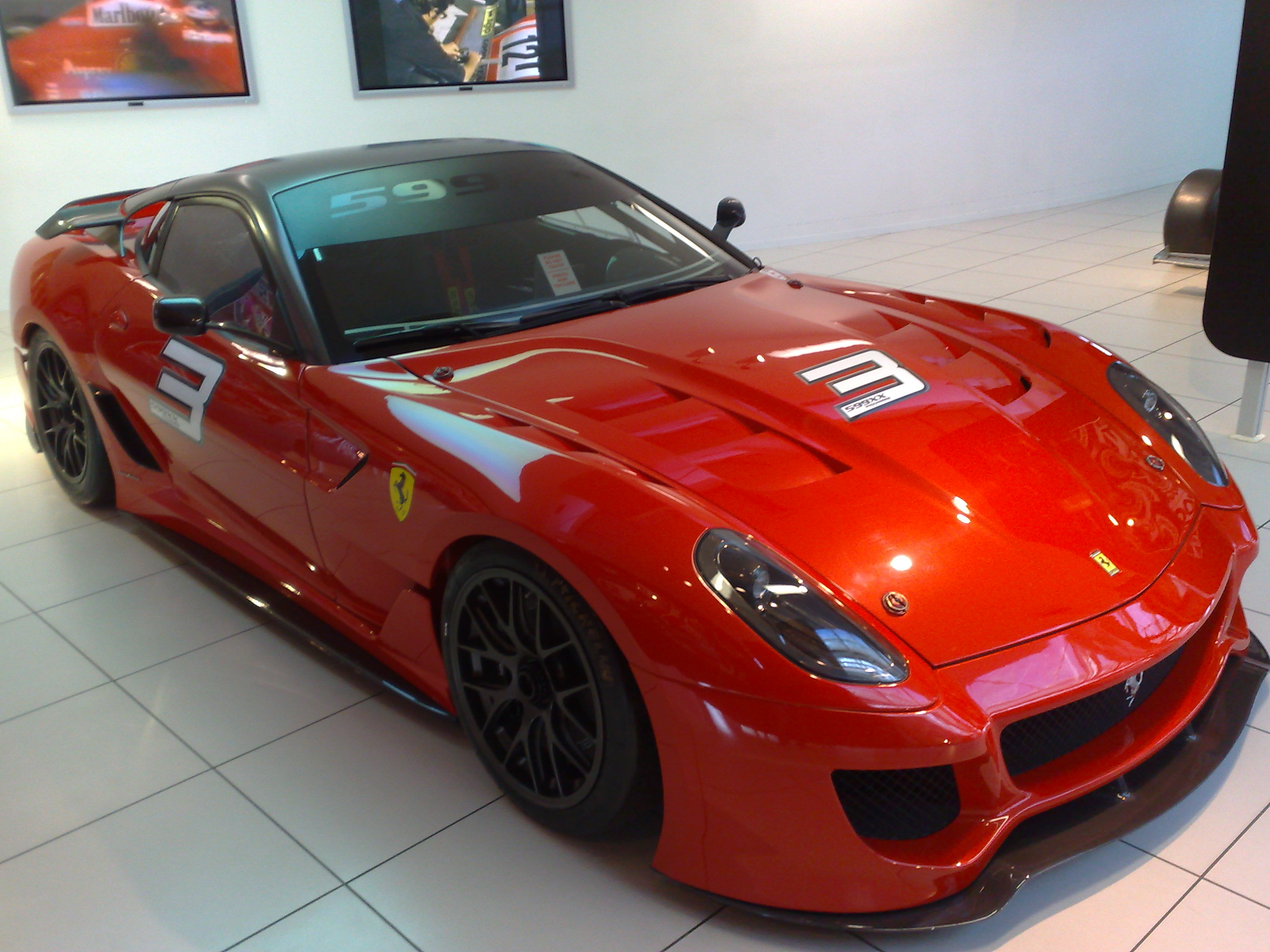
Una Ferrari 599XX

### 599XX
La 599XX è la versione più estrema della 599, fa parte del programma FXX, non è omologata per la circolazione stradale e può essere usata solo in pista, deriva dalla normale 599 ma è stata profondamente rivista, privata degli equipaggiamenti e le dotazioni della variante stradale, è provvista di soluzioni e componenti prettamente da corsa. Il motore (il 6,0 V12) è lo stesso ma con potenza aumentata fino a 730 CV, il telaio è irrigidito da un rollbar e anche l'assetto è stato opportunamente rivisto, la nuova veste aerodinamica permette al corpo vettura di sviluppare un carico aerodinamico di 630 kg a 300 km/h.
La 599XX è la prima auto derivata da un modello stradale ad abbattere il record dei 7 minuti sul circuito tedesco del Nürburgring con un tempo di 6'58"16.

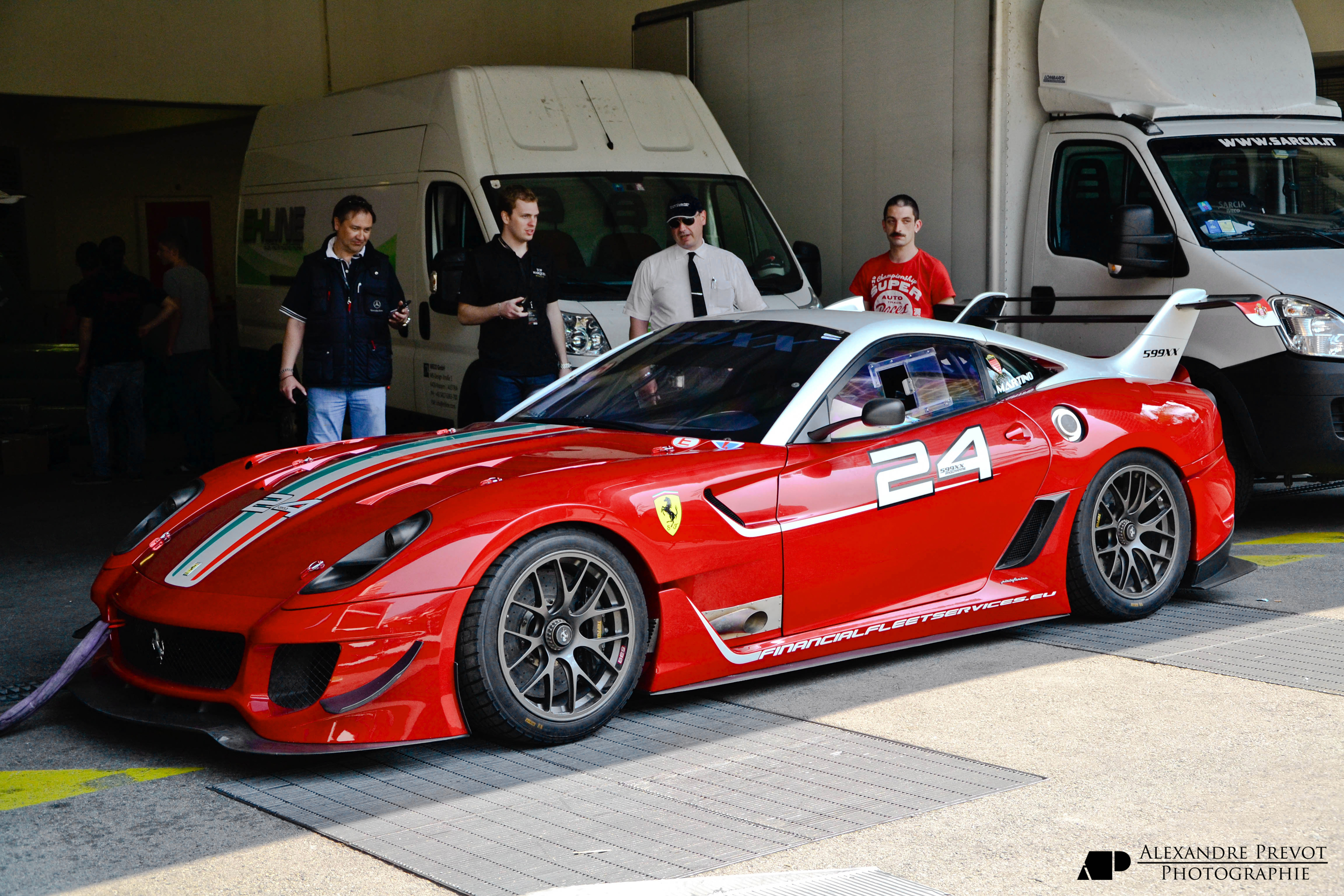
Una Ferrarri 599XX Evo

### 599XX EVO
Rispetto alla 599XX la potenza aumenta di 25 CV, il peso diminuisce di 35 kg e la coppia è portata fino a 700 N m. La modifica maggiore è un'ala mobile come quella per la F1 solamente che non è controllata dal pilota ma elettronicamente tramite sensori che rilevano se si è su un rettilineo o in curva e adatta da sola la resistenza dell'ala.
In occasione del GP di Monza la Ferrari ha presentato la 599 XX Evo un modello unico, realizzato e messo all'asta per raccogliere fondi in favore del terremoto che ha colpito l'Emilia nel maggio 2012. Ad aggiudicarsi questo pezzo unico è stato Benjamin Sloss, uno dei manager di Google, che ha sborsato 1,4 milioni di dollari per aggiudicarsi l'automobile. La Ferrari 599 XX Evo è dotata di un motore V12 che sviluppa una potenza di 740 cavalli, il che la rende una delle auto sportive più performanti mai costruite. La Ferrari gli è stata consegnata dal numero uno dell'azienda di Maranello Luca Cordero di Montezemolo, insieme ai due piloti di Formula 1 della scuderia del cavallino, Fernando Alonso e Felipe Massa.

### 599 HY-KERS

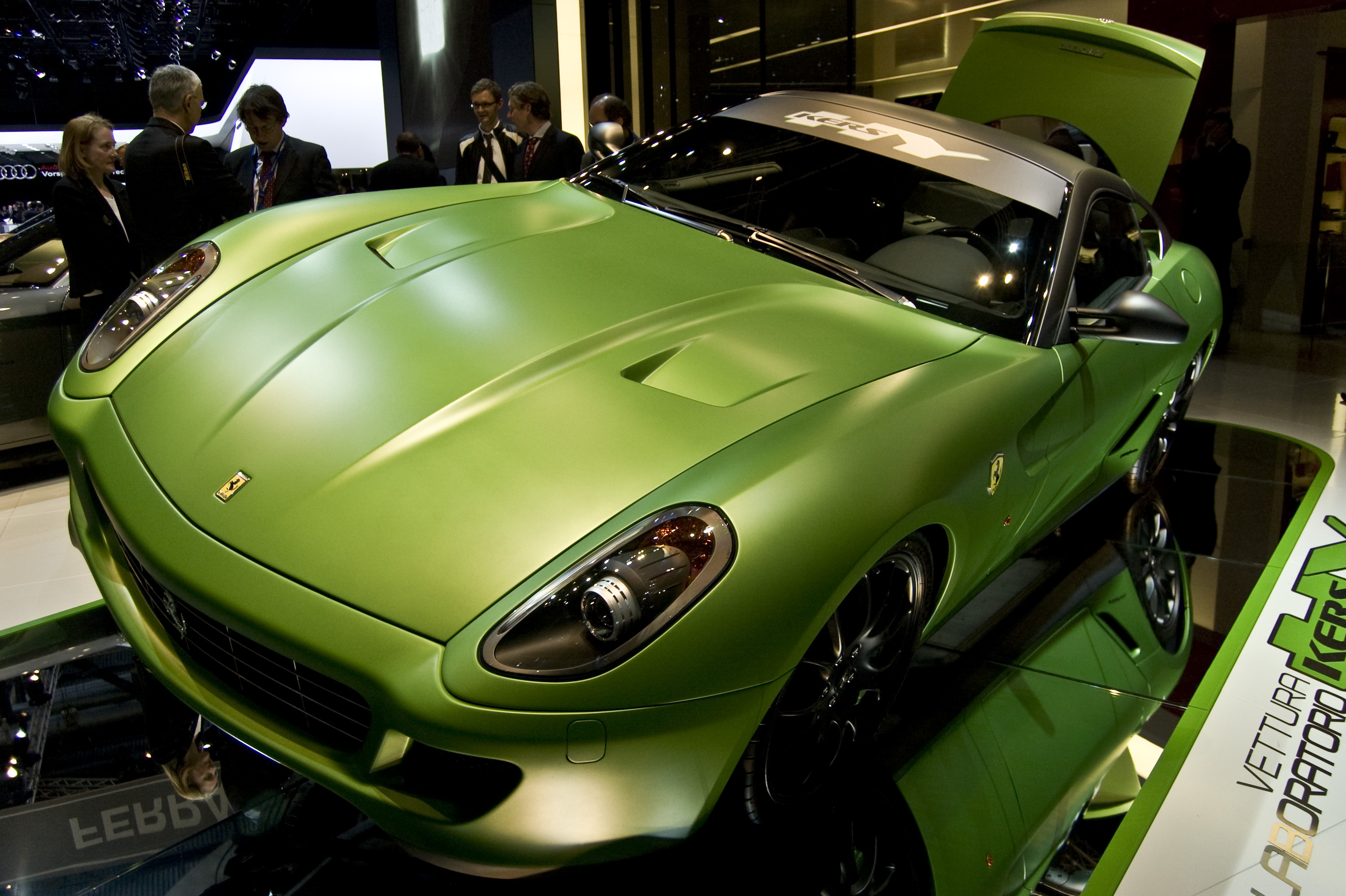
La Ferrari 599 HY KERS

La Ferrari 599 HY-KERS è un prototipo di Ferrari 599 GTB in versione ibrida. Esposta al salone di Ginevra nel 2010, la vettura si caratterizza per la presenza di un propulsore ausiliario: un motore trifase ad alta tensione, capace di erogare una potenza di oltre 100 CV e connesso direttamente al cambio doppia frizione a 7 marce; l'aggravio di peso espresso in chilogrammi del complesso "motore elettrico/batterie/centralina di controllo" è inferiore all'aumento di potenza espresso in cavalli, migliorando così il rapporto peso/potenza globale della vettura, oltre a ridurne drasticamente le emissioni di CO2. La parte elettrica del sistema ibrido montato successivamente sulla hypercar LaFerrari è stato sviluppato sulla base di quest'auto laboratorio.

### 599 Formula Drift
Questa versione speciale della Ferrari 599 GTB rivista per competere nel campionato americano Formula Drift è stata sviluppata in collaborazione con Ferrari e Dallara. Il motore V12 è stato dotato di due compressori Rotrex che le permettono di erogare una potenza di circa 900 cavalli. L'auto è stata alleggerita di circa 400 kg grazie all'uso di materiali come alluminio, fibra di carbonio e fibra di vetro. Monta cerchi OZ Racing da 20 pollici. La vettura ha fatto il suo esordio in America in occasione della prima tappa di Formula Drift a Long Beach in California il 5 aprile 2018. Il suo pilota Federico Sceriffo le ha dato il soprannome di "Fiorella".